# 游仙寺
35°44′25″N 112°55′46″E / 35.74028°N 112.92944°E
游仙寺位于中国山西省高平市河西镇宰李村游仙山，2001年被列为第五批全国重点文物保护单位。
游仙寺始建于北宋淳化年间（990～994年），坐北朝南，中轴线上有山门、春秋楼、毗卢殿、三佛殿、七佛殿，旁有配殿、厢房和廊庑，其中毗卢殿为宋代原构，三佛殿建于金代并经元代大修，余为明清建筑。毗卢殿面阔三间，进深六椽，单檐歇山顶。三佛殿面阔五间，进深六椽，单檐悬山顶。